# Nicholas Britell

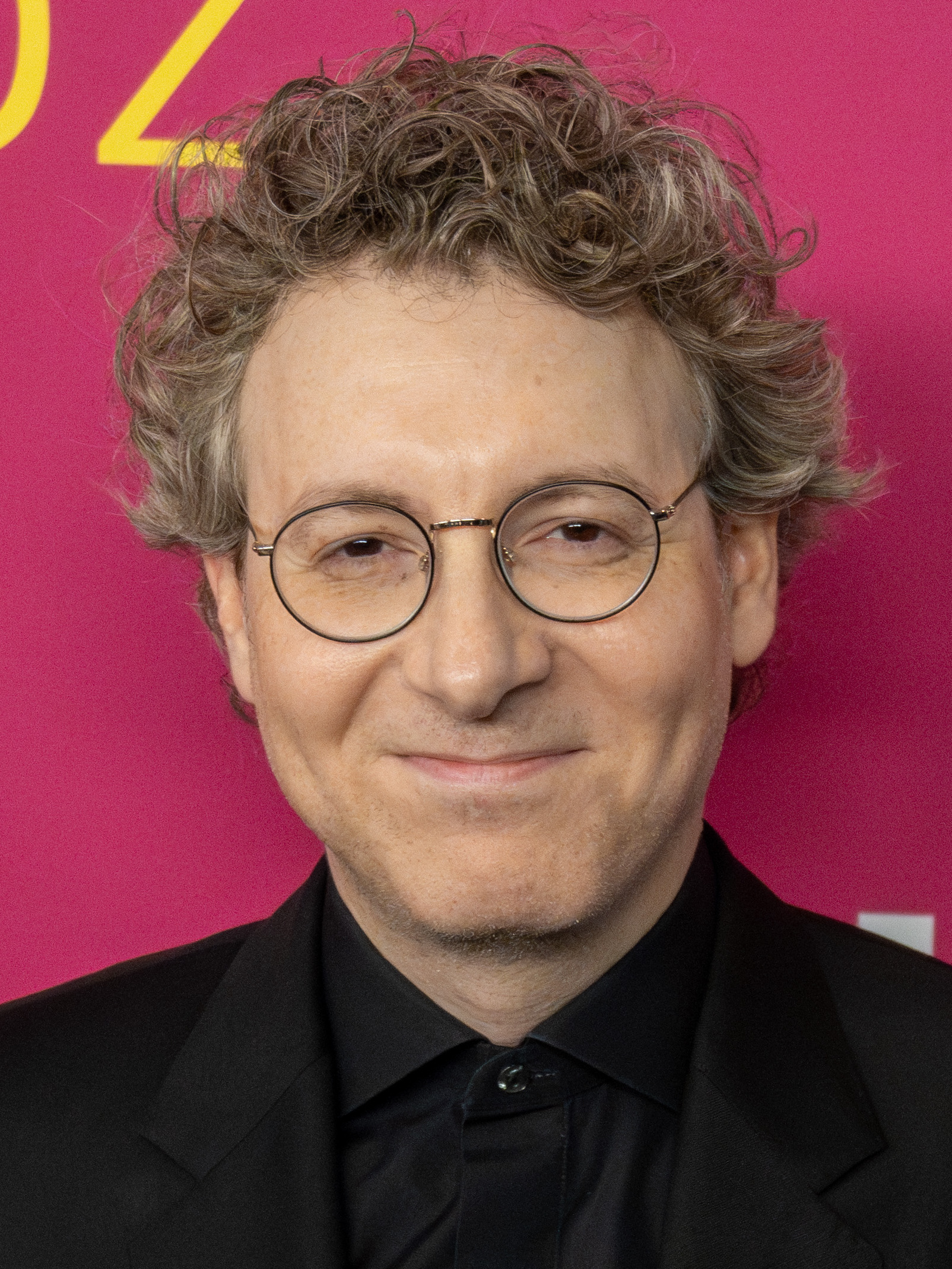
Nicholas Britell (2024)

Nicholas Britell (* 17. Oktober 1980 in New York City) ist ein US-amerikanischer Filmkomponist. Er wurde für drei seiner Arbeiten für einen Oscar nominiert.

## Leben und Karriere
Britell erwarb 1999 einen Abschluss an der Hopkins School in New Haven, Connecticut.
Für seine Arbeit am Film The Big Short wurde Britell bei den World Soundtrack Awards 2016 als Discovery of the Year nominiert.
Für die Musik, die Britell zu Barry Jenkins’ Film Moonlight komponierte, erhielt er mehrere Nominierungen und Auszeichnungen, darunter eine Nominierung im Rahmen der Golden Globe Awards 2017 und eine Auszeichnung bei den Hollywood Music In Media Awards 2016. Bei der Oscarverleihung 2017 wurde er in der Kategorie Beste Filmmusik nominiert.
2018 arbeitete Britell erneut mit Barry Jenkins zusammen und komponierte die Filmmusik zu If Beale Street Could Talk. Es erfolgte eine erneute Nominierung für den Oscar. Auch für seine Arbeit an der schwarzen Komödie Don’t Look Up von Adam McKay erhielt er 2022 eine Oscar-Nominierung.
Seit Ende Juni 2017 ist Britell ein Mitglied der Academy of Motion Picture Arts and Sciences.

## Filmografie (Auswahl)
- 2009: New York, I Love You (als Komponist für das Segment Natalie Portman)
- 2013: 12 Years a Slave (Arrangements)
- 2015: The Big Short
- 2015: Eine Geschichte von Liebe und Finsternis (סיפור על אהבה וחושך / Sipur al ahava ve choshech)
- 2016: Tramps
- 2016: Moonlight
- 2017: Battle of the Sexes – Gegen jede Regel (Battle of the Sexes)
- 2018–2023: Succession (Fernsehserie, 39 Folgen)
- 2018: If Beale Street Could Talk
- 2018: Vice – Der zweite Mann (Vice)
- 2019: The King
- 2021: The Underground Railroad (Fernsehserie)
- 2021: Cruella
- 2021: Italian Studies
- 2021: Don’t Look Up
- 2022: Carmen
- 2022: Andor (Fernsehserie)
- 2022: She Said

## Auszeichnungen
Chicago Film Critics Association Award
- 2016: Nominierung in der Kategorie Beste Filmmusik (Moonlight)[8]

Chlotrudis Award
- 2017: Nominierung für den Besten Einsatz von Musik in einem Film (Moonlight)

Critics’ Choice Movie Award
- 2016 (Dez.): Nominierung für die Beste Filmmusik (Moonlight)[9]
- 2019: Nominierung für die Beste Filmmusik (If Beale Street Could Talk)
- 2022: Nominierung für die Beste Filmmusik (Don’t Look Up)

Emmy
- 2022: Nominierung in der Kategorie Original Dramatic Score (Succession, „Chiantishire“)
- 2023: Nominierung in der Kategorie Music Composition for a Series (Andor)
- 2023: Nominierung in der Kategorie Music Composition for a Series (Succession)[10][11]

Golden Globe Award
- 2017: Nominierung für die Beste Filmmusik (Moonlight)[12]

Grammy
- 2023: Nominierung als Bester komponierter Soundtrack für visuelle Medien (Succession, Staffel 3)[13]

Hollywood Music In Media Awards
- 2016: Auszeichnung in der Kategorie Beste Filmmusik (Moonlight)[14]
- 2017: Nominierung in der Kategorie Original Score: Feature Film (Battle of the Sexes – Gegen jede Regel)
- 2017: Nominierung in der Kategorie Original Song – Feature Film (If I Dare für Battle of the Sexes – Gegen jede Regel)[15]
- 2019: Nominierung in der Kategorie Beste Filmmusik (The King)[16]
- 2021: Auszeichnung in der Kategorie Original Score: Feature Film (Don’t Look Up)[17]

International Film Music Critics Association Award
- 2016: Nominierung in der Kategorie Beste Musik für ein Filmdrama (Moonlight)[18]

Online Film Critics Society Award
- 2019: Nominierung für die Beste Filmmusik (If Beale Street Could Talk)[19]

Oscar
- 2017: Nominierung für die Beste Filmmusik (Moonlight)[20]
- 2019: Nominierung für die Beste Filmmusik (If Beale Street Could Talk)
- 2022: Nominierung für die Beste Filmmusik (Don’t Look Up)

Saturn Award
- 2022: Nominierung für die Beste Musik (Cruella)

Society of Composers & Lyricists Award
- 2024: Nominierung für die Beste Musik – Television Production (Succession)
- 2024: Nominierung als Bester Song – Dramatic or Documentary Visual Media Production (Carmen, Slip Away)[21]
- 2025: Nominierung als Bester Song – Dramatic or Documentary Visual Media Production (Blitz, Winter Coat)[22]

Washington DC Area Film Critics Association Award
- 2016: Nominierung für die Beste Filmmusik (Moonlight)[23]

World Soundtrack Awards
- 2016: Nominierung als Discovery of the Year (The Big Short)
- 2017: Nominierung als Bester Filmkomponist des Jahres (Moonlight)[24]
- 2019: Auszeichnung als Bester Filmkomponist des Jahres (If Beale Street Could Talk)[25]
- 2020: Auszeichnung als Bester TV-Komponist des Jahres (Succession, zweite Staffel)[26]
- 2021: Nominierung als Television Composer of the Year (The Underground Railroad)[27]
- 2021: Auszeichnung für den Song des Jahres (Call Me Cruella aus Cruella)[28]
- 2022: Nominierung als Television Composer of the Year (Succession, dritte Staffel)[29]
- 2023: Auszeichnung als Television Composer of the Year (Andor und Succession vierte Staffel)[30]